# هوبير فوس
هوبير فوس (بالهولندية: Hubert Vos)‏ هو رسام هولندي، ولد في 15 فبراير 1855 في ماستريخت في هولندا، وتوفي في 8 يناير 1935 في نيويورك في الولايات المتحدة.